# Tacómetro

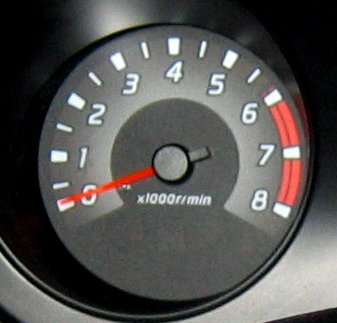
Tacómetro de un automóvil.

El tacómetro (del griego τάχος, táchos, ‘rapidez’ y μέτρον, metron, ‘medida’), coloquialmente llamado cuentarrevoluciones o cuentavueltas, es un dispositivo que mide la velocidad de giro de un eje, normalmente la velocidad de giro de un motor. En el caso de los automóviles, el tacómetro indica el número de rotaciones completas que realiza el cigüeñal en un lapso de tiempo; o bien, el número de veces que un pistón sube y baja en su cilindro. Se mide en número de vueltas partido por unidad de tiempo, generalmente en revoluciones por minuto (RPM).
Actualmente se utilizan con mayor frecuencia los tacómetros digitales dada su mayor precisión.

## Historia
Los primeros tacómetros mecánicos se basaron en la medición de la fuerza centrífuga, Se cree que el inventor fue el ingeniero alemán Diedrich Uhlhorn, quien lo utilizó para medir la velocidad de las máquinas en 1817. Desde 1840, se utilizó para medir la velocidad de las locomotoras.